# اجمارة الواد (أولاد اعمر شتوكة)
اجمارة الواد هو دُوَّار يقع بجماعة شتوكة، إقليم الجديدة، جهة الدار البيضاء سطات في المملكة المغربية. ينتمي الدوّار لمشيخة أولاد اعمر شتوكة التي تضم 11 دوار. يقدر عدد سكانه بـ 426 نسمة حسب الإحصاء الرسمي للسكان والسكنى لسنة 2004.

## روابط خارجية
- البوابة الوطنية للجماعات الترابية
- المندوبية السامية للتخطيط